# Оніонта (Нью-Йорк)
Оніонта (англ. Oneonta) — місто (англ. city) в США, в окрузі Отсего штату Нью-Йорк. Населення — 13 079 осіб (2020).

## Географія
Оніонта розташована за координатами 42°27′17″ пн. ш. 75°4′1″ зх. д. / 42.45472° пн. ш. 75.06694° зх. д. (42.454818, -75.066884).  За даними Бюро перепису населення США в 2010 році місто мало площу 11,31 км², з яких 11,30 км² — суходіл та 0,01 км² — водойми.

## Демографія
Згідно з переписом 2010 року, у місті мешкала 13 901 особа в 4372 домогосподарствах у складі 1851 родини. Густота населення становила 1229 осіб/км².  Було 4774 помешкання (422/км²).
Расовий склад населення:
| - 89,6 % — білих - 3,5 % — чорних або афроамериканців - 2,4 % — азіатів - 0,2 % — корінних американців - 1,5 % — осіб інших рас |

До двох чи більше рас належало 2,7 %. Частка іспаномовних становила 5,9 % від усіх жителів.
За віковим діапазоном населення розподілялося таким чином: 10,8 % — особи молодші 18 років, 78,8 % — особи у віці 18—64 років, 10,4 % — особи у віці 65 років та старші. Медіана віку мешканця становила 22,0 року. На 100 осіб жіночої статі у місті припадало 83,9 чоловіків;  на 100 жінок у віці від 18 років та старших — 81,3 чоловіків також старших 18 років.
Середній дохід на одне домашнє господарство  становив 56 185 доларів США (медіана — 40 186), а середній дохід на одну сім'ю — 85 652 долари (медіана — 69 214). Медіана доходів становила 42 225 доларів для чоловіків та 33 654 долари для жінок. За межею бідності перебувало 29,5 % осіб, у тому числі 17,9 % дітей у віці до 18 років та 9,2 % осіб у віці 65 років та старших.
Цивільне працевлаштоване населення становило 5938 осіб. Основні галузі зайнятості: освіта, охорона здоров'я та соціальна допомога — 42,6 %, мистецтво, розваги та відпочинок — 21,3 %, роздрібна торгівля — 15,1 %.